# Jerzy Antychowicz
Jerzy Antychowicz (ur. 1940, zm. 11 czerwca 2018) – polski profesor doktor habilitowany nauk weterynaryjnych, specjalność choroby ryb, były wieloletni kierownik Zakładu Chorób Ryb Państwowego Instytutu Weterynaryjnego – Państwowego Instytutu Badawczego w Puławach.
Autor publikacji "Choroby ryb akwariowych" wyd. 1990. W 1998 uzyskał tytuł naukowy profesora nauk weterynaryjnych. Pochowany na cmentarzu prawosławnym przy ulicy Wolskiej w Warszawie.

## Odznaczenia
- Złoty Krzyż Zasługi (2005)[4]
- Srebrny Krzyż Zasługi (dwukrotnie, po raz drugi w 1995)[5]